# EM i håndbold 2028 (kvinder)
|  | Denne artikel indeholder information om en fremtidig sportsbegivenhed Der kan forekomme spekulativ information, og indholdet kan ændres dramatisk når arrangementet nærmer sig og mere information bliver tilgængelig. |

Europamesterskabet i håndbold for kvinder 2028 bliver den 18. udgave af EM i håndbold for kvinder arrangeret af European Handball Federation. Slutrunden skal spilles i Norge, Danmark og Sverige.
Værterne har foreslået, at slutrunden afholdes i Stavanger, Trondheim, Bergen og Oslo (Norge), København, Herning og Aarhus (Danmark) og Helsingborg og Göteborg (Sverige). Slutkampene skal spilles i Oslo.